# ارنست پیکارد

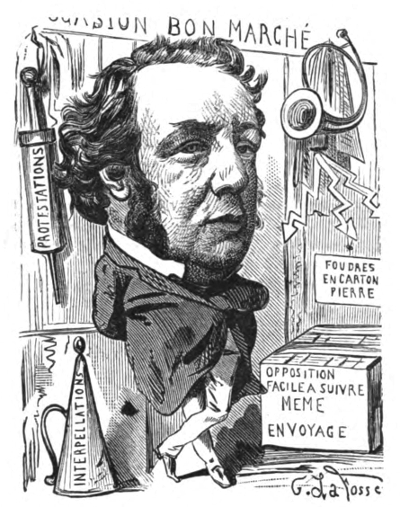
کاریکاتوری از ارنست پیکارد

لویس جوزف ارنست پیکارد (۲۴ دسامبر ۱۸۲۱ – ۱۳ مارس ۱۸۷۷) سیاستمدار فرانسوی بود.

## زندگی
او در شهر پاریس به دنیا آمد. بعد از گرفتن دکترای خود در رشته حقوق، به فعالیت در دادگاه پاریس پرداخت. در سال ۱۸۵۸ میلادی به هیئت لژیستیف، بخشی از مجلس قانونگذاری فرانسه در زمان انقلاب فرانسه، پیوست و به یکی از پیروان امیل اولیویر تبدیل شد. بعد از نزدیک شدن مواضع اولیویر به سیاست‌های دولت، موضع سیاسی پیکارد بیش‌تر به سمت جناح چپ تغییر پیدا کرد.
او در ۱۸۶۰ به کنفرانس مولی پیوست.
پیکارد در سال ۱۸۶۸ روزنامه لی‌لکتر لیبر را تأسیس کرد. او در ژانویه سال ۱۸۷۱ برای ترتیب دادن مقدمات عهدنامه تسلیم کمون پاریس، به همراه ژول فاور به ورسای رفت؛ و در ماه بعد، به مقام وزارت کشور در کابینه آدولف تیر منصوب شد.
او در ماه مه همان سال، به دلیل حمله مطبوعات جمهوری‌خواه و هواداران پادشاهی به وی، از مقام وزارت کشور استعفا داد. پس از مدت زمانی کوتاهی از استعفایش، به عنوان سفیر کشور فرانسه در بروکسل انتخاب شد و دوسال در این سمت قرار داشت. او سرانجام در ۱۳ مه ۱۸۸۷ در پاریس درگذشت.